# 唐正才
唐 正才（とう せいさい、Tang zhengcai、1816年 - 1863年）は、太平天国の指導者の一人。
湖南省永州府祁陽県出身。湖広地方で行商を営んでいたが、1852年に太平天国に参加。水軍の指揮官となり、数々の戦功をたてた。特に西征では頼漢英とともに水陸両方から湖南に進攻して、岳州・荻港を攻略し、曽国藩に自殺を考えさせるほどであった。第一次江南大営攻略後の1856年8月、唐正才の水軍は鄱陽湖で湘軍を包囲し、曽国藩に再度自殺未遂をおこさせたが、天京事変の発生で唐正才は撤退を余儀なくされた。その後、蕪湖に駐屯して、長江中下流域の太平天国統治地域の補給・輸送を担当した。そのため1861年に「航王」の王号を贈られた。1863年11月10日、無錫郊外の至徳橋で戦死した。